# Renaud de Corta
Pour les articles homonymes, voir Corta.
Renaud de Corta, né le 2 février 1915 à Paris, mort le 20 avril 1979 à Saint-Mandé, est un officier général français, compagnon de la Libération.
Officier d'infanterie rallié dès juin 1940 aux forces françaises libres, Renaud de Corta participe aux combats de la France libre et se distingue particulièrement lors de la campagne d'Érythrée, ensuite en Syrie, puis à El Alamein ; il participe aux débarquements en Italie et en Provence, et à la campagne de libération du territoire. Quatre fois blessé, il est compagnon de la Libération et reçoit plusieurs citations à l'ordre de l'armée.
Il sert ensuite en Indochine, en Afrique du Nord, aux états-majors internationaux, nationaux et ministériels. Il devient général de corps d'armée.

## Biographie
Né en 1915, Renaud de Corta est un des fils de Charles de Corta et d'Elisabeth L'Hopital, tous deux résistants pendant la Seconde Guerre mondiale, dénoncés, morts en déportation.
Renaud de Corta intègre Saint-Cyr et en sort en 1936. Il choisit l'infanterie et est nommé sous-lieutenant au 158e régiment d'infanterie en Alsace, puis Lieutenant en 1938. Il part pour le front en septembre 1939, mais est muté au centre d'instruction de la Courtine en mars 1940, puis à l’école de Fontenay le Comte en juin 1940.

### Combats de la France Libre
Il entend le discours défaitiste de Pétain le 17 juin et décide de continuer la lutte. Il s'embarque le 18 juin 1940 à La Rochelle sur un navire qui rapatrie des troupes britanniques en Angleterre.

#### Dakar, Gabon, Érythrée, Syrie
Renaud de Corta s'engage dans les Forces françaises libres et est affecté au 1er bataillon de la 13e demi-brigade de Légion étrangère. Il participe à la bataille de Dakar en septembre 1940, à la campagne du Gabon avec la prise de Libreville en novembre 1940.
Lors de la campagne d'Érythrée, Corta participe à la bataille de Keren en mars 1941 et se distingue à l'Engiahat le 15 mars et lors de la prise de Massaoua en avril 1941. Il prend part ensuite à la campagne de Syrie et est blessé à Kissoué le 19 juin 1941. Promu capitaine en septembre 1941, il est en Syrie commandant de la compagnie lourde du 1er bataillon de Légion étrangère.

#### Bataille d'El-Alamein, Tunisie, Tripolitaine
Le capitaine de Corta participe ensuite en avril 1942 à la retraite sur El Alamein ; sa conduite à la bataille d'El-Alamein lui vaut une citation à l'ordre de l'armée. Pendant la campagne de Tunisie, le capitaine de Corta est de nouveau blessé, le 9 mai 1943.
Il est créé Compagnon de la Libération par décret du 3 juin 1943. Rétabli, il demande en vain au général Koenig d'être parachuté en France pour une mission clandestine. Il rejoint en juillet 1943 le 1er bataillon de Légion étrangère en Tripolitaine.

#### Débarquements en Italie et en Provence
Avec la 1re division française libre, il débarque en Italie, s'y distingue de nouveau et est encore blessé. Le 16 août 1944 à Cavalaire il participe au débarquement de Provence et prend part aux combats de libération de la région.

#### Vosges, Alsace, Alpes
Dans la campagne des Vosges, il est encore blessé. En janvier 1945, il rejoint ensuite son unité en Alsace et y reçoit de nouveau une citation à l'ordre de l'armée. À la fin de la guerre il est à la tête du 1er BLE au massif de l'Authion dans les Alpes. Ses parents qui dans la Résistance faisaient partie du réseau Ceux de la Libération sont morts en déportation.

### Après guerre
Nommé chef de bataillon, il est chef de cabinet du Résident général de France en Tunisie de 1945 à 1947.
En 1947, il rejoint l'état-major de l'Institut des hautes études de défense nationale. En 1950, il passe à l'École supérieure de guerre, et suit les stages de l'enseignement supérieur militaire.

### Indochine, le SHAPE, Afrique du Nord
Renaud de Corta participe de 1952 à 1954 à la guerre d'Indochine où il se distingue au 5e régiment étranger d'infanterie. Il sert ensuite à l'état-major interarmes des Forces terrestres à Saigon. Il y devient lieutenant-colonel.
Il passe un an à Paris au groupement des services des écoles d'enseignement militaire supérieur. Il est ensuite affecté à Fontainebleau de 1955 à 1958 au grand quartier général des puissances alliées en Europe (SHAPE) et nommé colonel.
Corta prend ensuite, de 1958 à 1960, le commandement du 3e régiment étranger d'infanterie en Afrique du Nord.

### Cabinets ministériels, états-majors
À partir de mars 1960 il fait partie du cabinet militaire du ministre des Armées Pierre Messmer qui avait été son frère d'armes ; il effectue plusieurs missions en Algérie. Il commande à Fribourg à partir de 1962 la 12e brigade mécanisée.
Renaud de Corta est promu général de brigade en 1963, et commande à partir de 1966 la 3e division. Nommé le 1er avril 1967 général de division, il est en 1968 l'adjoint du général commandant la 7e région militaire à Marseille.
Promu général de corps d'armée, il devient en avril 1970 l'adjoint du général Fourquet, chef d'état-major des armées. En septembre 1971, il est chargé de mission auprès du ministre de la Défense nationale Michel Debré.
Admis dans la section de réserve des officiers généraux en 1973, Renaud de Corta meurt en 1979.

## Décorations
- Grand officier de la Légion d'honneur.
- Compagnon de la Libération (du 3 juin 1943).
- Grand-croix de l'ordre national du Mérite.
- Croix de guerre 1939–1945.
- Croix de guerre des Théâtres d'opérations extérieurs.
- Croix de la Valeur militaire.
- Médaille de la Résistance française.
- Médaille des blessés.
- Médaille coloniale.
- Médaille commémorative de la guerre 1939-1945.
- Médaille commémorative des services volontaires dans la France libre.
- Médaille commémorative de la campagne d'Indochine.
- Médaille commémorative des opérations de sécurité et de maintien de l'ordre en Afrique du Nord.
- Bronze Star Medal (États-Unis).
- Commandeur du Ouissam Alaouite (Maroc).
- : Commandeur du Nichan Iftikhar (Tunisie).